# Nancy Currie
Nancy Jane Sherlock Currie, o anche Nancy J. Currie-Gregg, nata Decker (Wilmington, 29 dicembre 1958), è un'ex astronauta e ingegnere statunitense.

## Biografia

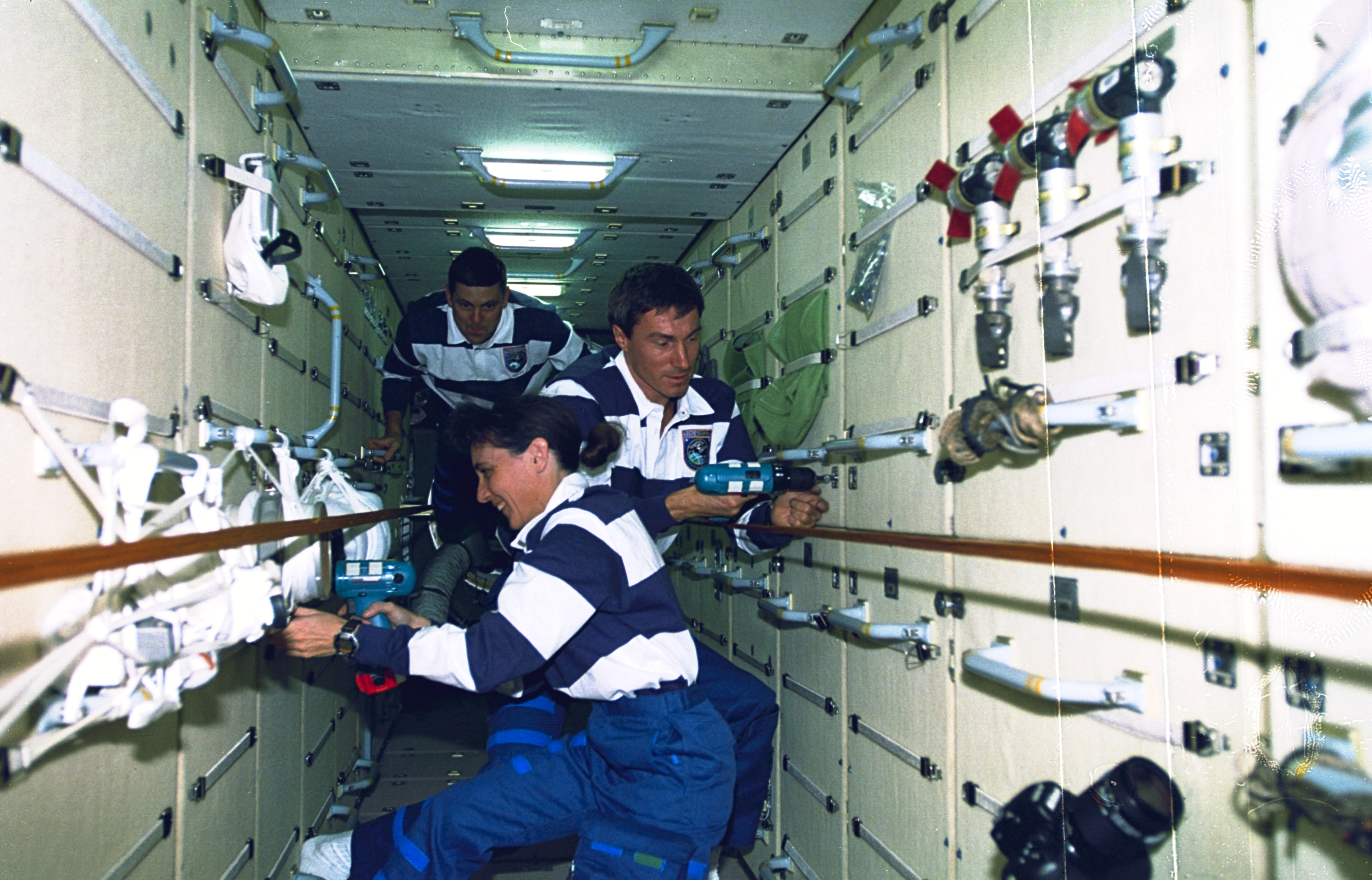
Nancy Currie nel 1998 nel modulo russo Zarya.

### Istruzione
Currie è nata il 29 dicembre 1958 a Wilmington, nello Delaware, ma considera la sua città natale Troy (Ohio), nell'Ohio. Si è diplomata alla Troy High School, nel 1977 ha conseguito il Bachelor of Arts con lode in scienze biologiche presso l'Università statale dell'Ohio, Columbus nel 1980. Successivamente ha conseguito un master in ingegneria presso la University of Southern California nel 1985 e un Dottorato di ricerca in ingegneria industriale presso l'Università di Houston nel 1997.
Currie-Gregg fa parte dell'Army Aviation Association of America, delle associazioni degli Alumni della Ohio State University, dell'Institute of Industrial Engineers, Human Factors and Ergonomics Society, e dell'Association of Space Explorers. È inoltre associate fellow dell'American Institute of Aeronautics and Astronautics.

### Carriera militare
Currie ha servito nell'Esercito degli Stati Uniti per 22 anni e detiene il rango di colonnello. Prima del suo incarico alla NASA nel 1987, ha completato l'addestramento da pilota e successivamente è stata assegnata come pilota istruttrice presso la US Army Aviation School. Ha ricoperto diversi incarichi dirigenziali tra cui caposezione. Come pilota dell'esercito, ha registrato più di 3.900 ore di volo. Currie è stata assegnata al Lyndon B. Johnson Space Center della NASA a settembre 1987 come ingegnere di simulazione di volo per lo Shuttle Pilot Training, un complesso simulatore di volo che modella le caratteristiche di volo dello Space Shuttle.

### Carriera di astronauta
È diventata un'astronauta nel 1990, è stata coinvolta nello sviluppo di hardware robotico e procedure per la navetta e la stazione spaziale e ha lavorato come comunicatrice di veicoli spaziali. Inoltre, era anche il capo dell'ufficio di robotica.
Ha partecipato a quattro missioni dello Space Shuttle, accumulando 1000 ore nello spazio. Ha volato come Mission Specialist - Flight Engineer per la missione STS-57 (1993), STS-70 (1995), STS-88 (1998) e STS-109 (2002). A settembre 2003, Currie è stata scelta per guidare il programma di sicurezza dello Space Shuttle. Dal 2006 ha ricoperto il ruolo di Senior Technical Advisor presso la Divisione automazione, robotica e simulazione del ramo Ingegneria.

## Vita privata
Currie-Gregg è stata sposata tre volte e ha un figlio dal suo primo matrimonio. Il suo secondo marito, aviatore dell'esercito in pensione e dipendente della United Space Alliance CW5 David Currie, è morto nel 2011 a causa di cancro renale.

## Premi e riconoscimenti (selezione)
- NASA Outstanding Leadership Medal (2005)[5]
- NASA Exceptional Service Medal (1998, 2012)[5]
- NASA Space Flight Medals (4)
- NASA Flight Simulation Engineering Award (1988)[3]
- Legion of Merit[6]
- Defense Meritorious Service Medal
- National Defense Service Medal
- Army Service Ribbon
- Silver Snoopy award[3]
- Army Aviation Association of America Hall of Fame;
- Delaware Aviation Hall of Fame;
- Women in Aviation, International Pioneer Hall of Fame;
- Ohio State University Alumni of the Year Award;
- Ohio Veteran’s Hall of Fame.